# یواس‌اس فومالهات (ای‌کی-۲۲)
یواس‌اس فومالهات (ای‌کی-۲۲) (به انگلیسی: USS Fomalhaut (AK-22)) یک کشتی است. این کشتی در سال ۱۹۴۱ ساخته شد.